# Nacionalismo esloveno

Bandera de Eslovenia

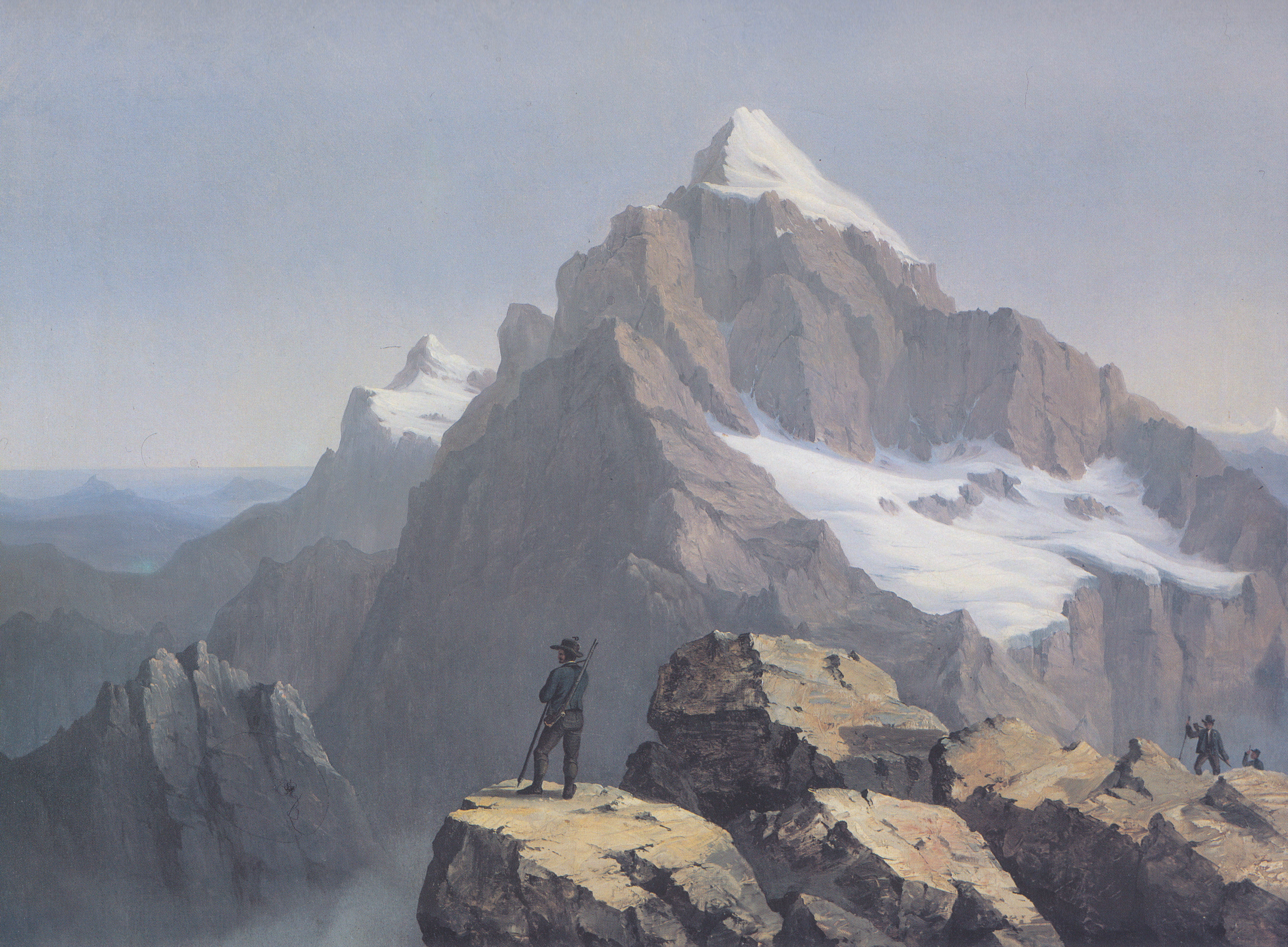
Pintura romántica del monte Triglav hecha por el pintor esloveno carintio Markus Pernhart. El monte Triglav es un símbolo nacional de Eslovenia que es mostrado tanto como parte de su bandera como en el escudo nacional.

El nacionalismo esloveno es el movimiento nacionalista que se desarrolló entre los eslovenos y que les imbuyó con la idea de una nación propia, y que promueve la unidad cultural de los eslovenos.

## Historia

### Inicios
Surge en respuesta al influjo de las ideas nacionalistas, originadas en la Revolución francesa y que llegaron a Eslovenia cuando las fuerzas de Napoleon Bonaparte hicieron de la actual Eslovenia parte de las Provincias Ilirias de 1809 a 1813.

### Consolidación
Los nacionalistas eslovenos como Anton Korošec apoyaron la unificación y creación de Yugoslavia durante la I guerra mundial si esto significaba la liberación de Eslovenia del mandato austro-húngaro.

### Disolución de Yugoslavia
El 8 de mayo de 1989, tras la legalización de los partidos políticos diferentes al estatal en Eslovenia, la rama reformista del comunismo, liderada por el estamento gobernante, además de los nuevos movimientos políticos, publicaron en conjunto la declaración de mayo, donde se demandaba la formación de una entidad soberana, democrática, y pluralista por medio de un estado esloveno.
Luego, un referendo donde se preguntaba la cuestión independentista de Yugoslavia sería celebrado el 26 de diciembre de 1990, donde la mayoría aplastante de los eslovenos aprobaron su independencia de la falleciente nación yugoslava. Tras la victoria del referendo, Eslovenia declaró su independencia el 25 de julio de 1991, lo que sería seguido por la guerra de independencia, al no contar éste referendo con el apoyo del gobierno central yugoslavo, y por la cual se habría finalmente cosntituido la consolidación del anhelo independentista esloveno.